# Шелест Микола Васильович
Шелест Микола Васильович (нар. 1939, Первомайськ, Миколаївська область, Українська РСР, СРСР — пом. 23 березня 2014, Миколаїв, Україна) — український шахіст, майстер спорту (1984), організатор спортивного руху з шахів у Первомайську і Миколаєві, беззмінний директор Миколаївського обласного шахово-шашкового клубу до 2014 року.

## Біографія
Народився у 1939 році у Первомайську.
1984 року отримав звання майстра спорту з шахів. Довгий час займав посаду голови міського спортивного комітету рідного міста, а разом з тим успішно організовував спортивне життя міста, в тому числі й з шахів.
1990 року переїхав до Миколаєва, де 1 листопада 1992 року став директором обласної дитячо-юначої школи «Обласний шахово-шашковий клуб». Організовував два зональні турніри чемпіонату світу з шахів серед чоловіків (1993, 1995), фінал чемпіонату України серед жінок (2008), з десяток міжнародних турнірів з гросмейстерськими й майстерськими нормами. За його участі засновані і продовжують проводитися дитячий фестиваль «Шахові надії України» й дорослі фестивалі «Інгульскі мости».
Певний час був віце-президентом Федерації шахів України. 
Під його керівництвом в клубі, посаду директора якого він займав аж до своєї смерті, навчалися гросмейстери О. Бортнік, О. Зубов, К. Рогонян, О. Возовик, В. Сивук та майстри спорту з шахів О. Пєсков, Д. Даниленко, А. Рахмангулова, К. Абрамчук та інші.
В останні роки свого життя перейшов на тренерську роботу, з ентузіазмом викладав шахи початківцям. 
У березні 2014 року брав участь у чемпіонаті міста. Не догравши останній тур, Микола Шелест помер 23 березня.

## Увічнення пам'яті
- Ім'я Миколи Шелеста носить Миколаївський обласний шаховий клуб, де він займав посаду директора впродовж 22 років.
- На будівлі Миколаївського обласного шахового клубу на честь Миколи Шелеста встановлено меморіальну дошку.
- На честь Миколи Шелеста засновано щорічний турнір з шахів «Меморіал Миколи Шелеста», який проходить у травні[3].